# 下笹島町
下笹島町（しもささしまちょう）は、名古屋市中村区の地名。

## 歴史

### 沿革
- 1901年（明治34年）4月17日 - 名古屋市広井の一部により、同市下笹島町が成立する[2]。
- 1908年（明治41年）4月1日 - 中区編入に伴い、同区下笹島町となる[2]。
- 1944年（昭和19年）2月11日 - 中村区編入に伴い、同区下笹島町となる[2]。
- 1981年（昭和56年）6月7日 - 名駅南一丁目・名駅南二丁目にそれぞれ編入され消滅[2]。